# Quadrinhos românticos

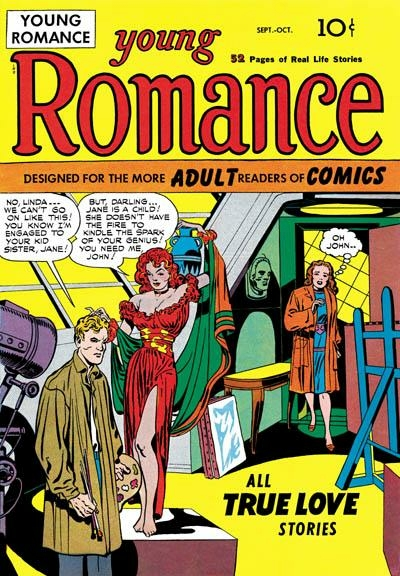
Capa de Young Romance em 1947 que lançou o gênero

Quadrinhos românticos (romance comics no original) é um gênero de quadrinhos que descreve o amor romântico forte e estreito e suas complicações concomitantes, tais como ciúme, casamento, divórcio, traição e sofrimento. O termo é geralmente associado com quadrinhos americanos publicado através das três primeiras décadas da Guerra Fria (1947-1977). quadrinhos românticos  deste período é tipicamente caracterizados pelos roteiros de ficção sobre a vida amorosa de adolescentes do ensino médio e jovens adultos, com acompanhamento de trabalhos artísticos que descreve uma América rural ou urbana, contemporânea da publicação.

## Histórico

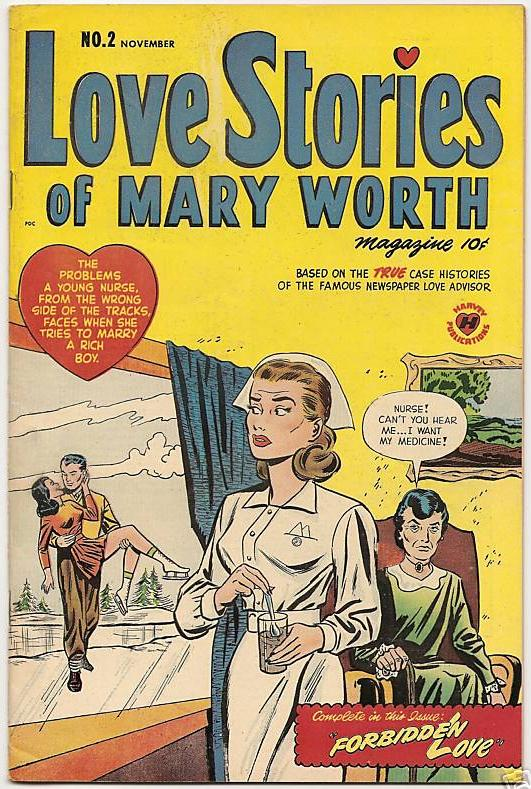
Capa de Love Stories of Mary Worth #2 (1949)

As origens deste quadrinhos românticos remonta anos após a Segunda Guerra Mundial, quando os quadrinhos para leitores adultos aumentou e os de super-heróis foram reduzidos, alguns pesquisadores chamam esse período de interregno ou Era atômica. Influenciados pelas revistas pulps, radionovelas, tiras de jornal em quadrinhos,  que abordavam o amor, os conflitos domésticos e a angústia como Rex Morgan, M.D.e Mary Worth, quadrinhos de humor adolescente já apresentavam tramas românticas antes mesmo da invenção dos quadrinhos romântico.
Joe Simon e Jack Kirby criaram a revista, Young Romance, e lançou-o em 1947 para grande sucesso. Em 1950, mais de 150 títulos de romance estavam disponíveis nas bancas, publicados por editoras como Quality Comics, Avon, Lev Gleason Publications e National (DC Comics). Young Romance, Young Love e seus imitadores diferenciaram dos títulos de humor adolescente anteriores que aspiravam realismo, usando narração em primeira pessoa para criar a ilusão de verossimilhança, um elenco de personagens multifacetados e histórias auto-suficientes, e heroínas jovens de vinte e poucos anos que estavam mais perto do público-alvo em idade do que as personagens de humor adolescente.

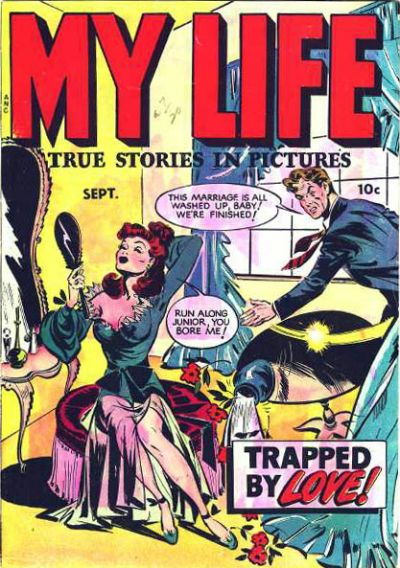
A primeira edição de My Life, da Fox Feature Syndicate (setembro de 1948), foi o terceiro título de quadrinhos românticos nas bancas, depois de Young Romance, da Crestwood, e My Romance, da Timely/Marvel.

A linha de quadrinhos românticos da DC Comics foi inicialmente supervisionada por Jack Miller, que também escreveu muitas das histórias. Mais tarde, várias editoras mulheres supervisionaram a linha de romances da DC, incluindo Zena Brody e Dorothy Woolfolk. Como escreve a autora Michelle Nolan, “A linha de romances da National era notavelmente estável e, portanto, deve ter vendido consistentemente bem. A partir de 1952, ... a empresa produzia Girls' Love Stories, Girls' Romances e Secret Hearts de forma bimestral até o fim de 1957, quando esses três títulos, juntamente com Falling in Love, passaram a ser publicados oito vezes por ano... A empresa adquiriu um quinto título de romance, Heart Throbs, ... após a Quality Comics sair do mercado em 1956.” Em 1970, pouco antes do colapso do mercado de romances, a DC tinha sete títulos de romance ativos.
A Fox Feature Syndicate publicou mais de duas dezenas de quadrinhos românticos, 17 dos quais com a palavra "My" ("Meu/Minha") no título — My Desire, My Secret, My Secret Affair, entre outros.
A Charlton Comics publicou uma ampla linha de títulos de romance, especialmente após 1953, quando adquiriu a linha da Fawcett Comics, que incluía Sweethearts, Romantic Secrets e Romantic Story. Sweethearts foi o primeiro título de romance mensal do mundo dos quadrinhos (estreando em 1948), e a Charlton continuou a publicá-lo até 1973.
Artistas conhecidos por seu trabalho em quadrinhos românticos durante o período incluíam Tony Abruzzo, Matt Baker, Frank Frazetta, Everett Kinstler, Jay Scott Pike, John Prentice, John Romita Sr., Mike Sekowsky, Leonard Starr, Alex Toth e Wally Wood.

### Declínio e o fim da Era de Ouro
Em seu livro Seduction of the Innocent, Fredric Wertham argumentava que os quadrinhos românticos trazia uma sexualização das personagens femininas, afirmando que muitos deles usavam imagens sensuais, como seios e quadris acentuados para atrair a atenção dos leitores, especialmente meninos adolescentes, o que ele via como uma forma de estímulo sexual precoce e inadequado.
Com a implementação do Comics Code Authority em 1954, editoras de quadrinhos românticos autocensuraram qualquer material que possa ser interpretado como controversos e optou por publicar histórias seguras centradas em conceitos patriarcais tradicionais de comportamento feminino, os papéis de gênero, amor, sexo e casamento. O gênero entrou em declínio e má reputação durante a revolução sexual, e a  Era de ouro das histórias em quadrinhos americanas chegou ao fim quando Young Romance e seu spin-off, Young Love, deixaram de ser publicadas em 1975 e 1977, respectivamente.
No novo milênio, algumas publicações flertam com o gênero de várias formas,como a série  "My Romance Stories" da Arrow Publications, adaptações em estilo mangá de romances da Harlequin Enterprises publicadas pela Dark Horse Comics, clássicos da Era de Ouro, refeitos com diálogos sujos e e séries de longa duração, como Strangers in Paradise , descrita por um crítico como uma tentativa de "atualizar sozinho um gênero inteiro com uma nova visão distorcida de relacionamentos e amizades".

## Características

#### Temáticas

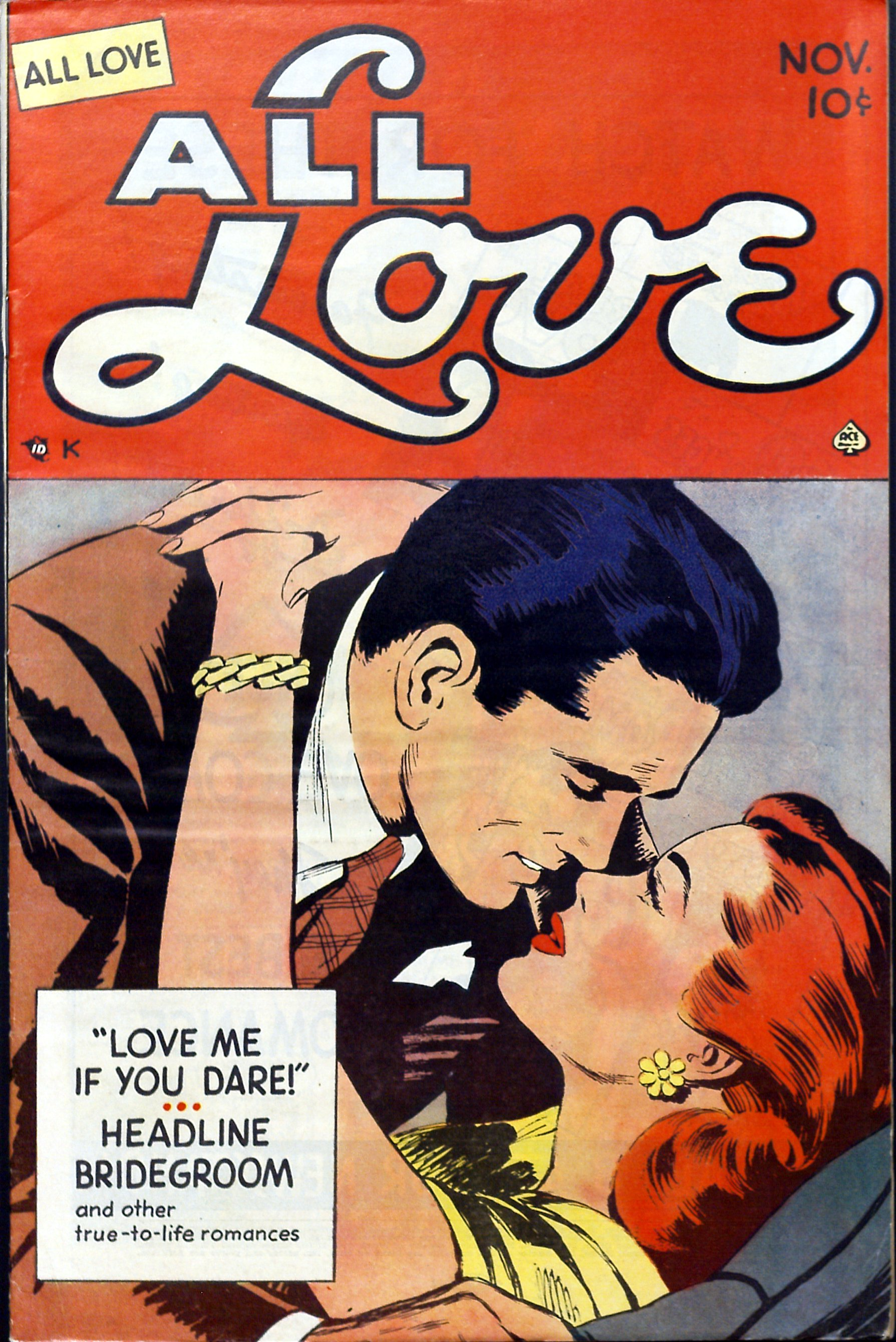
All Love #29, arte de Alice Kirkpatrick

O tema principal dos quadrinhos românticos é o relacionamento e o amor romântico que surge e se desenvolve entre duas pessoas. Embora possam existir subtramas, estas devem girar em torno dos conflitos, desavenças, aventuras e desventuras relacionadas ao enamoramento, à amizade e ao amor.
As histórias se baseiam na noção maniqueísta de que existe uma justiça emocional inata, segundo a qual as pessoas boas são recompensadas e as más são punidas. Nos quadrinhos românticos, os amantes que se arriscam e lutam por seu amor acabam sendo recompensados com justiça emocional e amor incondicional. Caso contrário, a narrativa se aproximaria mais de uma história de corte costumbrista. O autor Carlos Giménez, por exemplo, estabelece uma diferença entre "contar uma história de amor de verdade ou contar uma história de três páginas em que deve haver um beijo no início, outro no final, final feliz, dois protagonistas masculinos e uma protagonista feminina".
O desfecho dessas histórias é, portanto, geralmente positivo, sugerindo ao leitor que o amor entre os protagonistas perdurará por toda a vida, mesmo que a vida em comum não seja efetivamente representada. Dessa forma, as histórias românticas terminam de maneira a gerar uma sensação de bem-estar no público. É comum também que apresentem grande riqueza de figurinos e ocasionalmente referências a países exóticos.

#### Formais
Do ponto de vista formal, os quadrinhos românticos tradicionalmente se caracterizam por um "desenho suave e agradável, em que as garotas são frágeis e delicadas, e os rapazes quase sempre muito bonitos e um pouco brandos".

## Na cultura popular

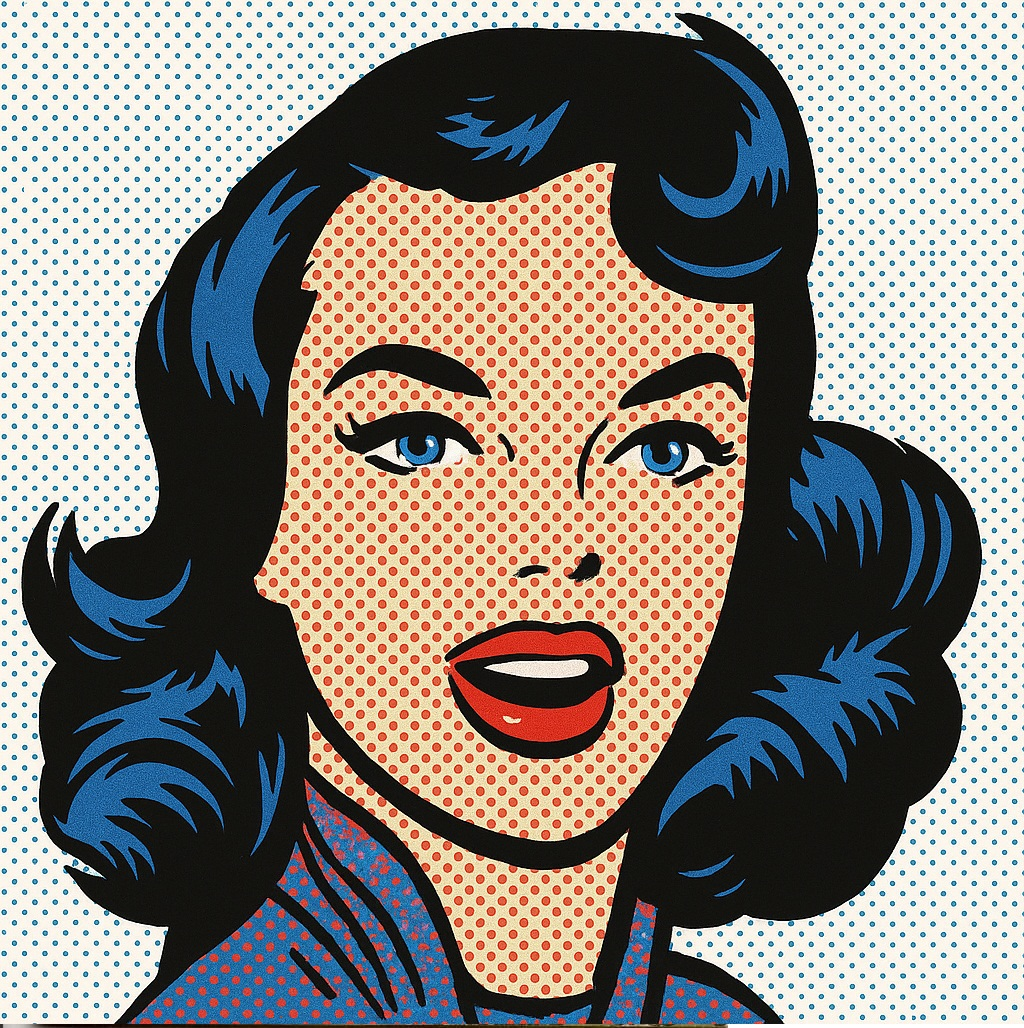
Simulacro de arte pop

O artista pop Roy Lichtenstein derivou muitas de suas obras mais conhecidas a partir de quadros de quadrinhos romântico:
- Crying Girl (1963) — adaptada de "Escape from Loneliness", desenhada por Tony Abruzzo e arte-finalizada por Bernard Sachs, publicada em Secret Hearts #88 (DC Comics, junho de 1963).
- Crying Girl (1964) — adaptada de "Exit Love--Enter Heartbreak!", desenhada por Werner Roth e John Romita Sr.,[21] também em Secret Hearts #88 (DC Comics, junho de 1963).
- Drowning Girl (1963) — Lichtenstein adaptou a splash page de "Run for Love!", ilustrada por Tony Abruzzo e letreirada por Ira Schnapp, publicada em Secret Hearts #83 (DC Comics, novembro de 1962).[22][23][24]
- Hopeless (1963) — adaptada de um quadro da mesma história, "Run for Love!", com arte de Tony Abruzzo e letreiramento de Ira Schnapp, em Secret Hearts #83 (novembro de 1962).
- In the Car (às vezes chamada Driving) (1963) — adaptada de um quadro de Tony Abruzzo em Girls' Romances #78 (DC Comics, setembro de 1961).
- Oh, Jeff...I Love You, Too...But... (1964) — adaptada de um quadro de Tony Abruzzo.[25]
- Ohhh...Alright... (1964) — também derivada de Secret Hearts #88 (junho de 1963).[26]
- Sleeping Girl (1964) — baseada em um quadro de Tony Abruzzo[27] de Girls' Romances #105 (outubro de 1964).[28]
- We Rose Up Slowly (1964) — baseada em um quadro de Girls' Romances #81 (janeiro de 1962).

## Reimpressões
O pesquisador de quadrinhos John Benson coletou e analisou os quadrinhos românticos da St. John Publications em Romance Without Tears (Fantagraphics, 2003), com foco no evasivo roteirista Dana Dutch, e o volume complementar Confessions, Romances, Secrets and Temptations: Archer St. John and the St. John Romance Comics (Fantagraphics, 2007). Para pesquisar a era dos quadrinhos românticos dos anos 1950, Benson entrevistou Ric Estrada, Joe Kubert e Leonard Starr, além de vários funcionários da St. John, incluindo o editor Irwin Stein, o artista de produção Warren Kremer e a assistente editorial Nadine King.
Em 2011, foi publicada uma antologia intitulada Agonizing Love: The Golden Era of Romance Comics, editada por Michael Barson, pela Harper Design. Em 2012, muitos dos quadrinhos românticos de Simon e Kirby foram reimpressos pela Fantagraphics em uma coleção chamada Young Romance: The Best of Simon & Kirby's 1940s-'50s Romance Comics, editada por Michel Gagné.

## Quadrinhos românticos britânicos
Os quadrinhos românticosno Reino Unido também floresceram em meados da década de 1950, com títulos semanais como Mirabelle (Pearson), Picture Romances (Newnes/IPC), Valentine (Amalgamated Press) e Romeo (DC Thomson). Todos esses quatro títulos duraram até os anos 1970. Outros quadrinhos românticos britânicos incluíram Marilyn (1955–1965), New Glamour (1956–1958), Roxy (1958–1963), Marty (1960–1963) e Serenade (1962–1963); todos os quais eventualmente se fundiram em Valentine e Mirabelle (o próprio Valentine se fundiu em Mirabelle em 1974).
Em 1956–1957, a DC Thomson lançou uma linha de títulos mensais de romance: Blue Rosette Romances, Golden Heart Love Stories, Love & Life Library e Silver Moon Romances. Em abril de 1965, todos os quatro títulos foram combinados em um único título semanal chamado Star Love Stories, com uma edição por mês mantendo o logo da capa dos títulos originais. Star Love Stories, que mudou de nome para Star Love Stories in Pictures em 1976, durou até 1990.
Os títulos de fotonovela Photo Love e Photo Secret estrearam em 1979 e 1980, respectivamente. Ambos eventualmente se fundiram em outra publicação.